# Криплянка
Криплянка — деревня в Великолукском районе Псковской области России. Входит в состав сельского поселения «Лычёвская волость».
Расположена в 13 км к юго=востоку от центра города Великие Луки.

## Население
Численность населения по оценке на 2000 год составляла 31 житель, на 2010 год — 38 жителей.